# Darányi-kormány

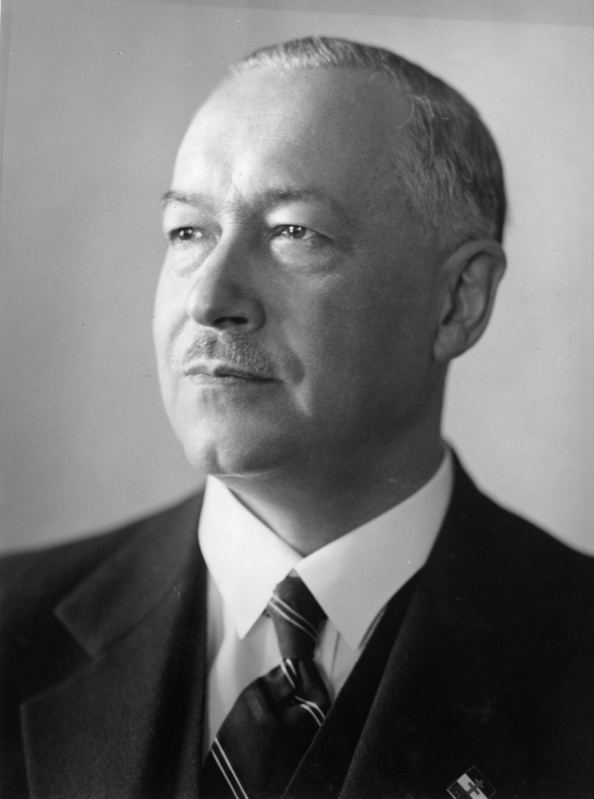
Darányi Kálmán

A Darányi-kormány 1936. október 12. és 1938. május 14. között állt Magyarország élén. A kormány mandátumának idején az ország még szorosabb kapcsolatba került a nemzetiszocialista Német Birodalommal, ugyanakkor viszont ennek ellensúlyozására javítottak az ország kapcsolatain a nyugati hatalmakkal. A kormány hivatalosan is revizionista eszméket vallott, a revízióra való törekvésnek a legfontosabb mozzanata a győri program meghirdetése volt 1938. március 5-én, amit jelentős kormányátalakítás követett négy nappal később, március 9-én.

## A kormány tagjai
| Név                                            | Hivatal kezdete   | Hivatal vége      | Párt           | Megjegyzés     |
| Miniszterelnök                                 | Miniszterelnök    | Miniszterelnök    | Miniszterelnök | Miniszterelnök |
| ---------------------------------------------- | ----------------- | ----------------- | -------------- | -------------- |
| Darányi Kálmán                                 | 1936. október 10. | 1938. május 14.   | NEP            |                |
| Belügyminiszter                                |                   |                   |                |                |
| Kozma Miklós                                   | 1936. október 12. | 1937. február 3.  | NEP            |                |
| Darányi Kálmán                                 | 1937. február 3.  | 1937. április 10. | NEP            |                |
| Széll József                                   | 1937. április 10. | 1938. május 14.   | NEP            |                |
| Külügyminiszter                                |                   |                   |                |                |
| Kánya Kálmán                                   | 1936. október 12. | 1938. május 14.   | pártonkívüli   |                |
| Pénzügyminiszter                               |                   |                   |                |                |
| Fabinyi Tihamér                                | 1936. október 12. | 1938. március 9.  | NEP            |                |
| Reményi-Schneller Lajos                        | 1938. március 9.  | 1938. május 14.   | NEP            |                |
| Honvédelmi miniszter                           |                   |                   |                |                |
| Rőder Vilmos                                   | 1936. október 12. | 1938. május 14.   | NEP            |                |
| Igazságügy-miniszter                           |                   |                   |                |                |
| Lázár Andor                                    | 1936. október 12. | 1938. március 9.  | NEP            |                |
| Mikecz Ödön                                    | 1938. március 9.  | 1938. május 14.   | NEP            |                |
| Földművelésügyi miniszter                      |                   |                   |                |                |
| Darányi Kálmán                                 | 1936. október 12. | 1938. március 9.  | NEP            |                |
| Marschall Ferenc                               | 1938. március 9.  | 1938. május 14.   | NEP            |                |
| Vallás- és közoktatásügyi miniszter            |                   |                   |                |                |
| Hóman Bálint                                   | 1936. október 12. | 1938. május 14.   | NEP            |                |
| Kereskedelem- és közlekedésügyi miniszter      |                   |                   |                |                |
| Bornemisza Géza                                | 1936. október 12. | 1938. május 14.   | NEP            |                |
| Iparügyi miniszter                             |                   |                   |                |                |
| Bornemisza Géza                                | 1936. október 12. | 1938. május 14.   | NEP            |                |
| Gazdasági csúcsminiszter (1939. március 9-től) |                   |                   |                |                |
| Imrédy Béla                                    | 1938. március 9.  | 1938. május 14.   | NEP            |                |